# Vrångevattnet (Svarteborgs socken, Bohuslän)
Vrångevattnet är en sjö i Munkedals kommun i Bohuslän och ingår i Enningdalsälvens huvudavrinningsområde. Sjön är 10,9 meter djup, har en yta på 0,145 kvadratkilometer och befinner sig 108,7 meter över havet. Sjön avvattnas av vattendraget Rambergsån.

## Delavrinningsområde
Vrångevattnet ingår i det delavrinningsområde (650204-125405) som SMHI kallar för Ovan Långevallsbäcken. Medelhöjden är 92 meter över havet och ytan är 18,73 kvadratkilometer. Det finns inga avrinningsområden uppströms utan avrinningsområdet är högsta punkten. Rambergsån som avvattnar avrinningsområdet har biflödesordning 2, vilket innebär att vattnet flödar genom totalt 2 vattendrag innan det når havet efter 47 kilometer. Avrinningsområdet består mestadels av skog (53 %), öppen mark (15 %) och jordbruk (24 %). Avrinningsområdet har 0,88 kvadratkilometer vattenytor vilket ger det en sjöprocent på 4,7 %. Bebyggelsen i området täcker en yta av 0,31 kvadratkilometer eller 2 % av avrinningsområdet.